# 武汉大学工学部

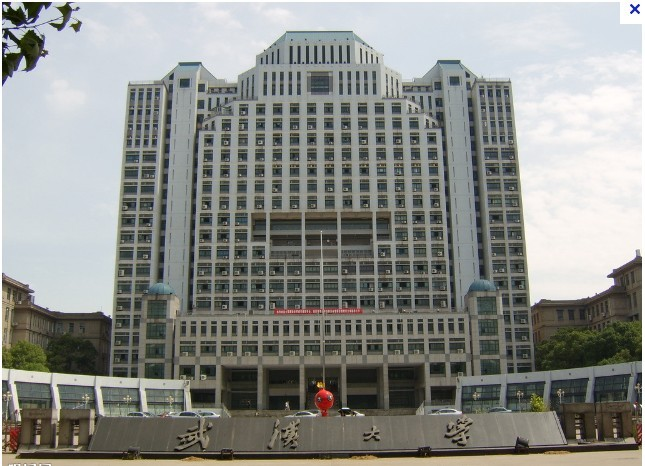
武汉大学工学部主教学楼，人称“变形金刚”，現已遭爆破。

武汉大学工学部（英文：Faculty of Engineering, Wuhan University ）是武汉大学的六个学部之一，沿用原武汉水利电力大学的校园，校区被称为“栎园”。

## 历史
在国立武汉大学时期，武汉大学的工科集中在国立武汉大学工学院，1952年—1953年间中华人民共和国政府对大学进行院系调整，武汉大学的工科集体被调出，机械系和电机系主题与湖南大学、广西大学等大学的机电类专业一起组建了华中工学院，水利水电专业则在1954年组建了武汉水利学院。*1952年，矿冶系参与组建中南矿冶学院（今中南大学），土木系大部参与组建中南土木建筑学院（今湖南大学），土木系的工民建、土木测量专业加上电机系的无线电广播及通讯专业及电信组被调整到广州，参与组建华南工学院（今华南理工大学）。
1978年的改革开放之后，武汉大学开始逐渐重建工科，2000年，武汉大学与武汉水利电力大学、武汉测绘科技大学、湖北医科大学合并，以武汉水利电力大学工科专业为主题，加上武汉大学和武汉测绘科技大学在改革开放之后重建相关工科专业与上述三校的相应专业合并在一起组建了武汉大学工学部。

## 所辖学院
- 水利水电学院
- 电气与自动化学院
- 动力与机械学院
- 城市设计学院
- 土木建筑工程学院。

## 部分毕业于工学部的著名校友
- 俞大光，1995年当选中国工程院院士，1944年毕业于国立武汉大学工学院电机系，电工学家，为中华人民共和国核武器引爆控制系统和遥测系统的专家。。
- 潘垣，1951年—1953年在武汉大学工学院电机系学习，1952年—1953年中华人民共和国政府对大学进行院系调整，武汉大学电机系整体被调入华中工学院，潘垣1953年—1955年在华中工学院学习，电气工程专家，中国工程院院士。
- 李文采，1939年任教于国立武汉大学工学院冶金系，中国科学院院士（学部委员，1955年）
- 黄树槐，华中工学院（现华中科技大学）第三任校长。在其任内，华中工学院改名为华中理工大学，1952年毕业于武汉大学工学院机械系。
- 杨叔子，华中理工大学（现华中科技大学）第四任校长，中国工程院院士。1952年考入武汉大学工学院机械系，1952年—1953年中华人民共和国政府对大学进行院系调整，武汉大学机械系整体被调入华中工学院，杨叔子随后进入华中工学院学习。
- 谢鉴衡，泥沙专家，中国工程院土木、水利与建筑工程学部院士。
- 张蔚榛，农田水利工程专家，中国工程院土木、水利与建筑工程学部院士。
- 阮庭肆，1960年代越南籍留学生，归国后任越南共产党中央书记处书记（已故）。
- 陈文律，1960年代越南籍留学生，归国后任越南共产党中央总书记秘书、越南文化思想部部长，现任越南社会主义共和国驻华大使。
- 阮景营，1960年代越南籍留学生，归国后任越南国家主席办公厅主任、越南水利部部长，现任越中友好协会主席。
- 成文山，1952年毕业于武汉大学工学院土木系，湖南大学校长